# Sergo Ambartsumyan
Sarkis Iskanderovič Hambardzumyan, noto anche con lo pseudonimo di Sergo Ambarcumjan (in armeno Սերգո Իսկանդերի Համբարձումյան?, in russo Саркис Исканде́рович Амбарцумя́н?; Bist, 25 gennaio 1910 – Mosca, 13 aprile 1983), è stato un sollevatore sovietico di origine armena, medagliato europeo, che ha gareggiato nella categoria dei pesi massimi.

## Biografia
Nativo di Bist, situato nel distretto di Ordubad, alla nascita pesava 7,2 kg. Sua madre morì nel 1926 quando aveva 16 anni. Nel 1930 si trasferì dal suo villaggio alla capitale armena Erevan per lavorare come meccanico di automobili.

## Carriera
Iniziò a praticare sollevamento pesi nella squadra della Dinamo Erevan guidato dall'allenatore Grigorij Simonjan. Vinse per tre volte il titolo sovietico (dal 1933 al 1935) arrivando una volta secondo nel 1940 e una volta terzo nel 1937.
Nel 1938 stabilì il record mondiale di 433,5 kg, ma non fu riconosciuto a livello internazionale perché l'Unione Sovietica non era membro della Federazione internazionale di sollevamento pesi. Tuttavia, grazie a questo risultato ricevette l'Ordine del distintivo d'onore e divenne un protetto di Iosif Stalin.
A livello internazionale, il suo migliore risultato lo ebbe ai campionati mondiali ed europei di Parigi nel 1946, dove si piazzò rispettivamente al quinto e al terzo posto, conquistando la medaglia di bronzo europea. Nel 1947 non partecipò ai campionati mondiali di Filadelfia poiché i visti d'ingresso per gli Stati Uniti non arrivarono in tempo utile.
Si ritirò dall'attività agonistica a causa di un attacco cardiaco, lavorando dapprima come guidatore di taxi e in seguito gestendo un ristorante. Morì nell'aprile del 1983, all'età di 73 anni, sempre a causa di un attacco cardiaco.